# Histoire du théâtre catalan

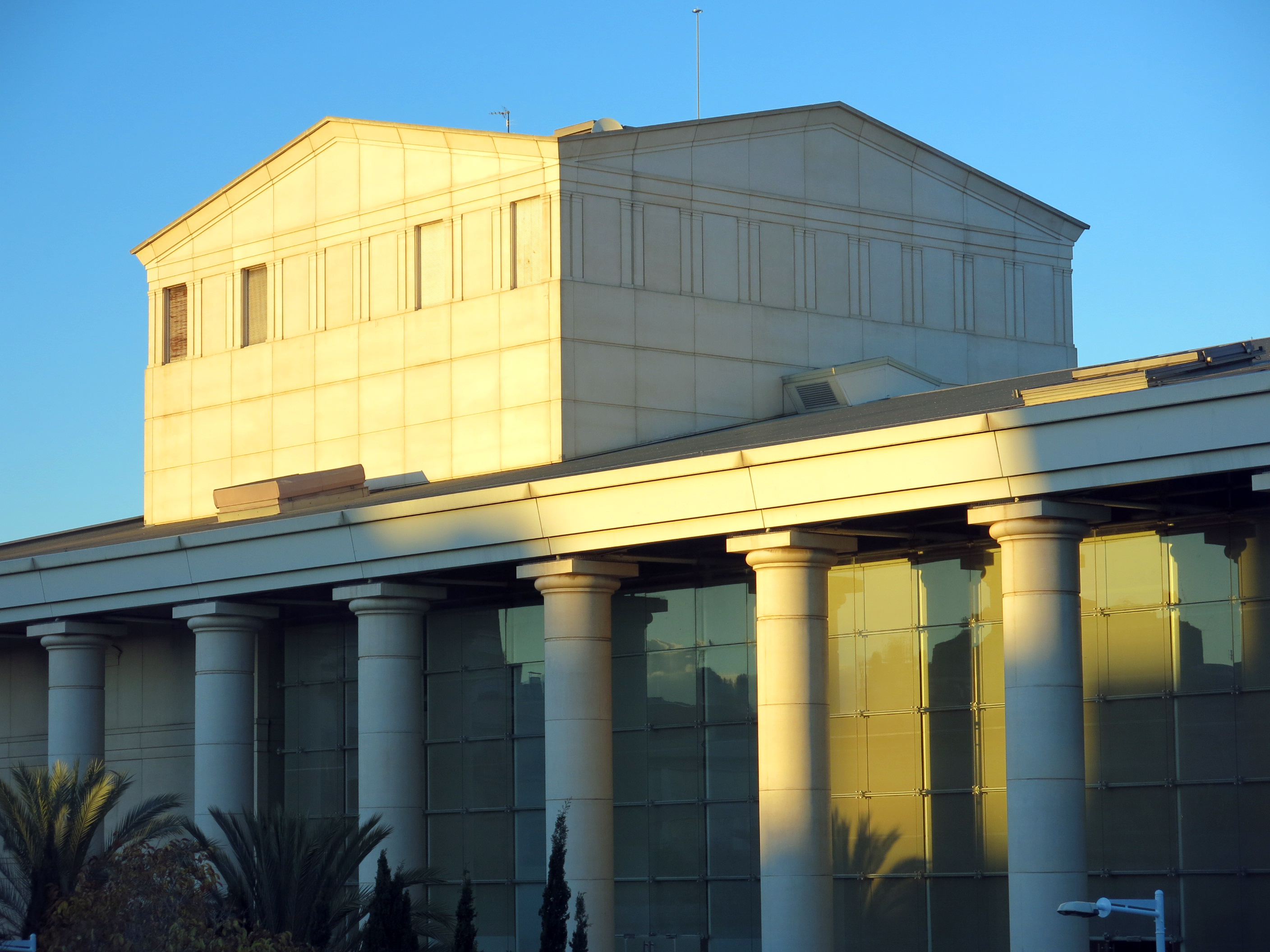
Le Théâtre national de Catalogne

L'histoire du théâtre catalan est l'histoire de l'ensemble de la production théâtrale en langue catalane.
Depuis le Moyen Âge jusqu'au XIXe siècle, le théâtre catalan va connaître divers moments d'expansion et de régression, sans toutefois jamais disparaitre dans le théâtre populaire. Certaines des références les plus anciennes, telles que les mystères médiévaux, se sont ainsi transmises jusqu'à aujourd'hui. De même, les tragédies du minorquin Joan Ramis i Ramis, les parodies de Serafí Pitarra ou les drames réalistes d'Àngel Guimerà perdurent encore.

## Le théâtre médiéval

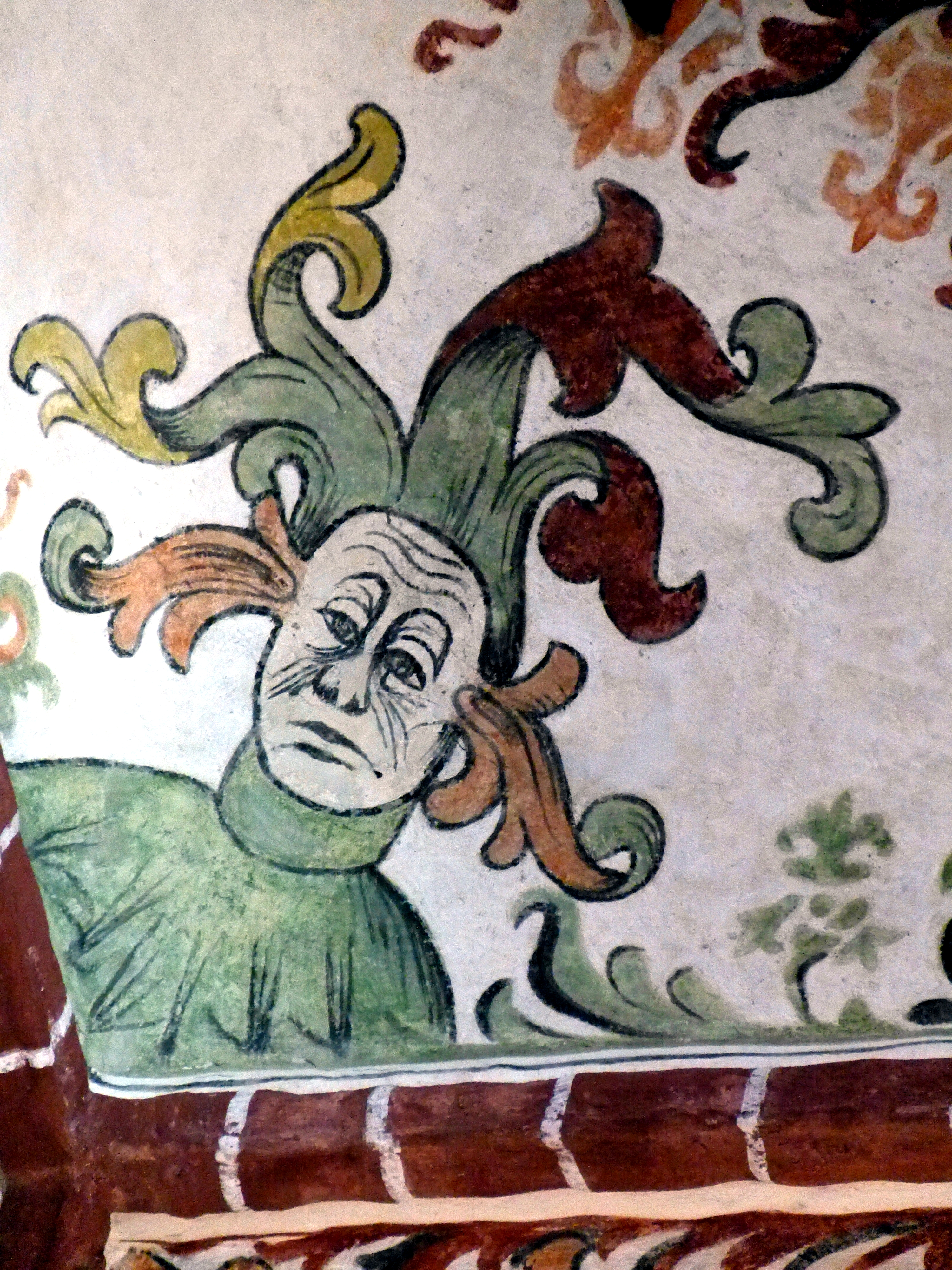
Jongleur médiéval

Les origines du théâtre en catalan remontent à l'époque médiévale. Il est le fait de manifestations profanes, avec les jongleurs ou dans des fêtes populaires d'inversion des rôles et des hiérarchies, tel que le carnaval, mais aussi de manifestations religieuses, tels que des drames liturgiques. Répandus en Europe avec l'expansion de l'empire carolingien, ils mettent en scène des passages des saintes écritures. La majorité de ces représentations ont lieu autour de la semaine sainte, de Pâques ou de Noël. Ces pièces religieuses ont été jouées dans les villages du Roussillon au moins jusqu'à la fin du XIXème siècle.

## Le théâtre de la Renaissance
La Renaissance est une période de repli pour le théâtre catalan, écrit alors essentiellement en castillan.

## Le théâtre de la Renaissance catalane
La deuxième moitié du XIXe siècle est la période de la Renaissance catalane, qui trouve son apogée entre les années 1870 et 1890. Les grands auteurs du théâtre catalan de cette époque sont Frederic Soler i Hubert, aussi connu sous le pseudonyme de Serafí Pitarra, et Àngel Guimerà.

## Les débuts duXXesiècle

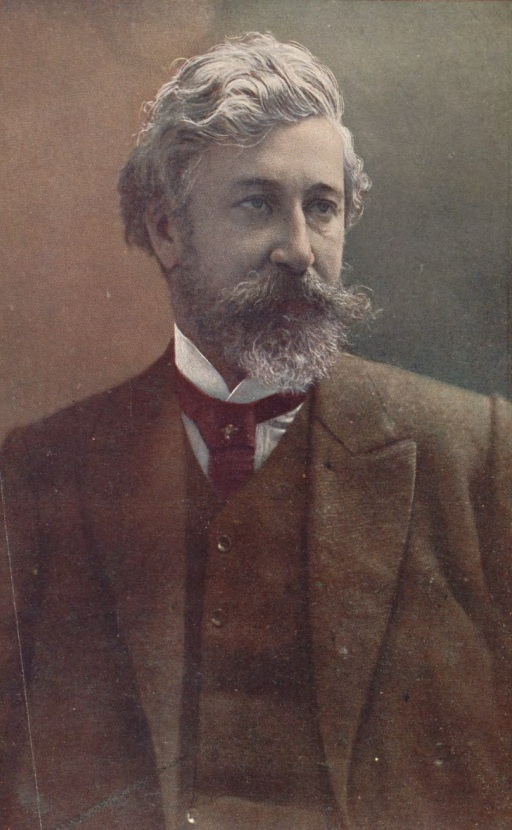
Santiago Rusiñol

Les principaux acteurs du théâtre catalan de cette époque sont d'abord, pour le modernisme catalan Santiago Rusiñol, Ignasi Iglésias (es) et Juli Vallmitjana. Ils sont suivis par les auteurs du Noucentisme que sont Carles Soldevila (es) ou Josep Maria de Sagarra.

## La dictature franquiste
Avec la mise en place de la dictature franquiste en 1939, le théâtre professionnel en catalan est interdit, avant d'être de nouveau autorisé en 1946. 

## L'après-dictature: l'institutionnalisation
Le Théâtre national de Catalogne, situé à Barcelone, est inauguré en 1996.
Le Théâtre de l'Archipel, situé à Perpignan (Pyrénées-Orientales), est inauguré en 2011 et est dirigé par un catalan, Domènec Reixach.